# Iglesia de Nuestra Señora del Rosario (Maullín)
La Iglesia Nuestra Señora del Rosario de Maullín es un templo católico ubicado en la ciudad de Maullín, en la Región de Los Lagos, Chile.
Su origen se remonta a la primera capilla construida en 1770 por el franciscano José Tortosa. A lo largo de su historia ha sufrido múltiples desastres como terremotos, incendios, fuertes sistemas frontales y el desgaste del tiempo. En 2024 fue declarada en la categoría de Monumentos nacionales de Chile y actualmente se encuentra a la espera de su restauración. La parroquia forma parte de la Arquidiócesis de Puerto Montt.

## Historia

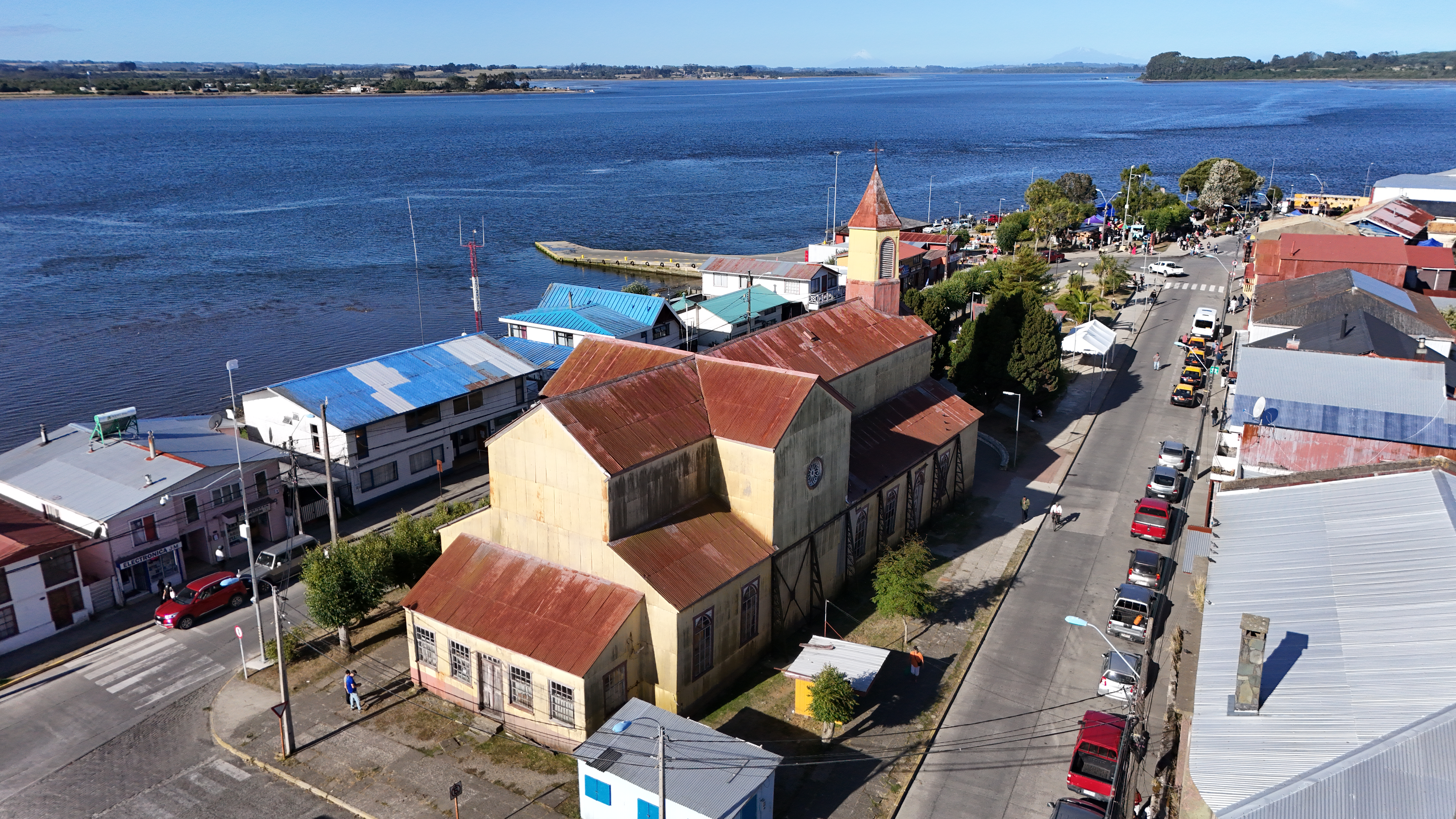
Iglesia de Maullín y su entorno.

La historia del templo se remonta a 1770, cuando el misionero franciscano José Tortosa construyó una primera capilla en Maullín, dependiente del curato de Chacao. En la misma época fundó la Cofradía del Rosario, consolidando la devoción local a la Virgen del Rosario. Se cree que la imagen de la Virgen fue traída desde Osorno a Carelmapu tras la destrucción de Osorno en 1604.
Durante el siglo XIX, la capilla de Maullín pasó a ser sufragánea de la viceparroquia de Carelmapu, y en 1839, con la visita del visitador eclesiástico José María Lorca, esta última fue elevada a parroquia, quedando Maullín bajo su administración. A mediados de siglo, el padre Pascual Moena construyó una nueva capilla con estructura de tejuelas y corredores. Sin embargo, el terremoto de 1871 causó daños significativos, especialmente en el techo y la torre.
Entre 1887 y 1892, el obispo Agustín Lucero intentó restaurarla, pero la capilla colapsó en 1892 y los fondos fueron reasignados a Ancud. En 1895, el padre Juan Lorenzo Elgueta Pacheco inició la construcción del actual templo con apoyo de la comunidad y comerciantes de Puerto Montt y Ancud. La obra enfrentó problemas de financiamiento y disputas por el terreno entre la Iglesia y la Municipalidad. Finalmente, la primera piedra fue colocada el 31 de marzo de 1895.

## Daños y restauraciones

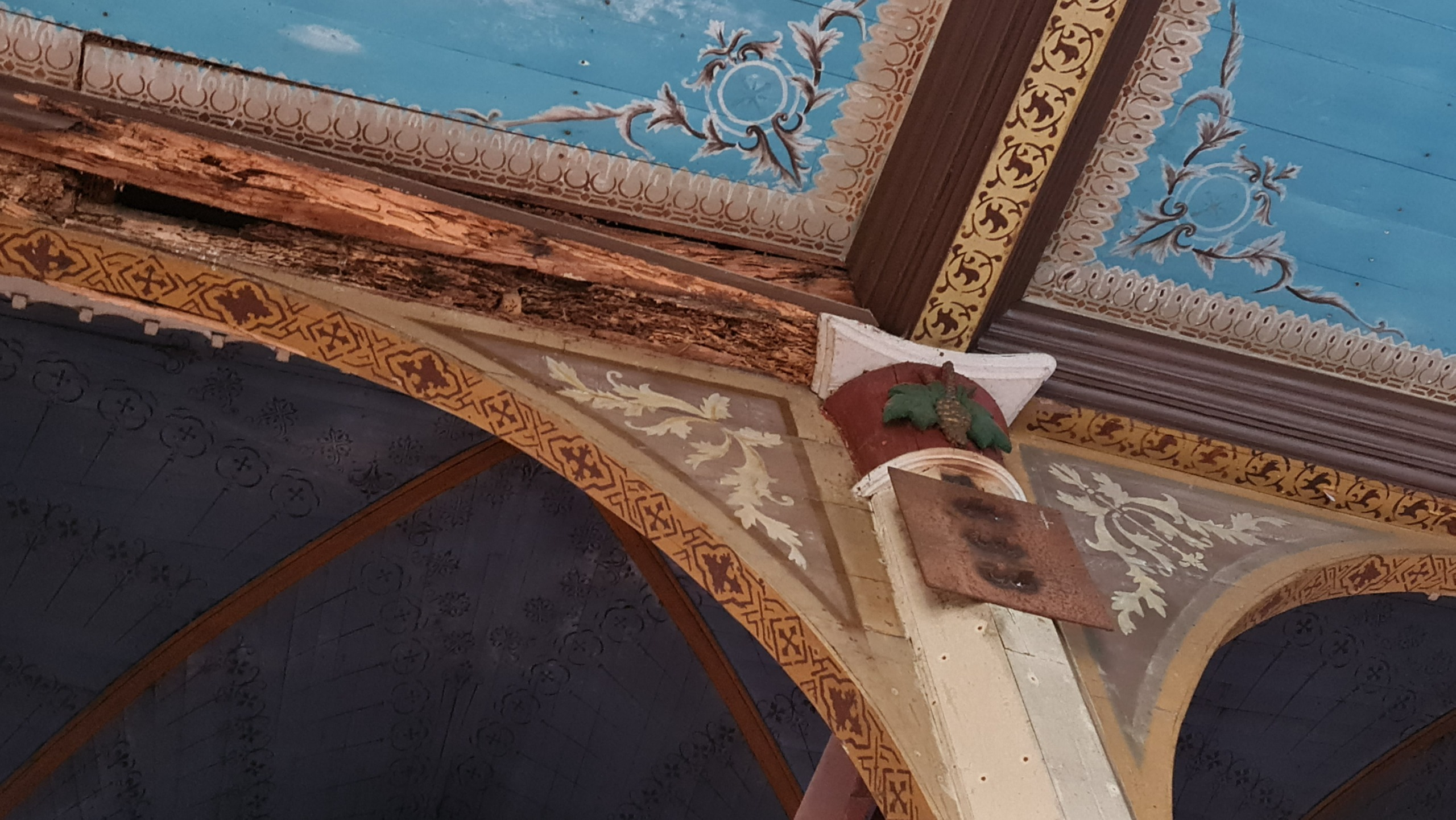
Detalle de la policromía original y daños visibles en la iglesia.

La iglesia ha enfrentado múltiples desastres a lo largo del tiempo:  
- Incendio de 1908: Amenazó con destruir el templo, pero fue salvado[1].
- Terremoto y tsunami de 1960: Provocó graves daños estructurales, con reparaciones hasta los años 70[1].
- Incendio de 1953: Afectó la torre y la fachada norte de la iglesia[1].
- Deterioro progresivo desde los 2000: Desde comienzos de este siglo, la iglesia ha enfrentado un deterioro progresivo que actualmente amenaza la estabilidad de la estructura. Se han realizado trabajos no profesionales y sin la supervisión técnica necesaria, lo que agravó su estado antes de su declaración como Monumento Nacional.
- Cierre en 2017: La iglesia fue clausurada por riesgo de derrumbe y quedó en estado de abandono.[2]

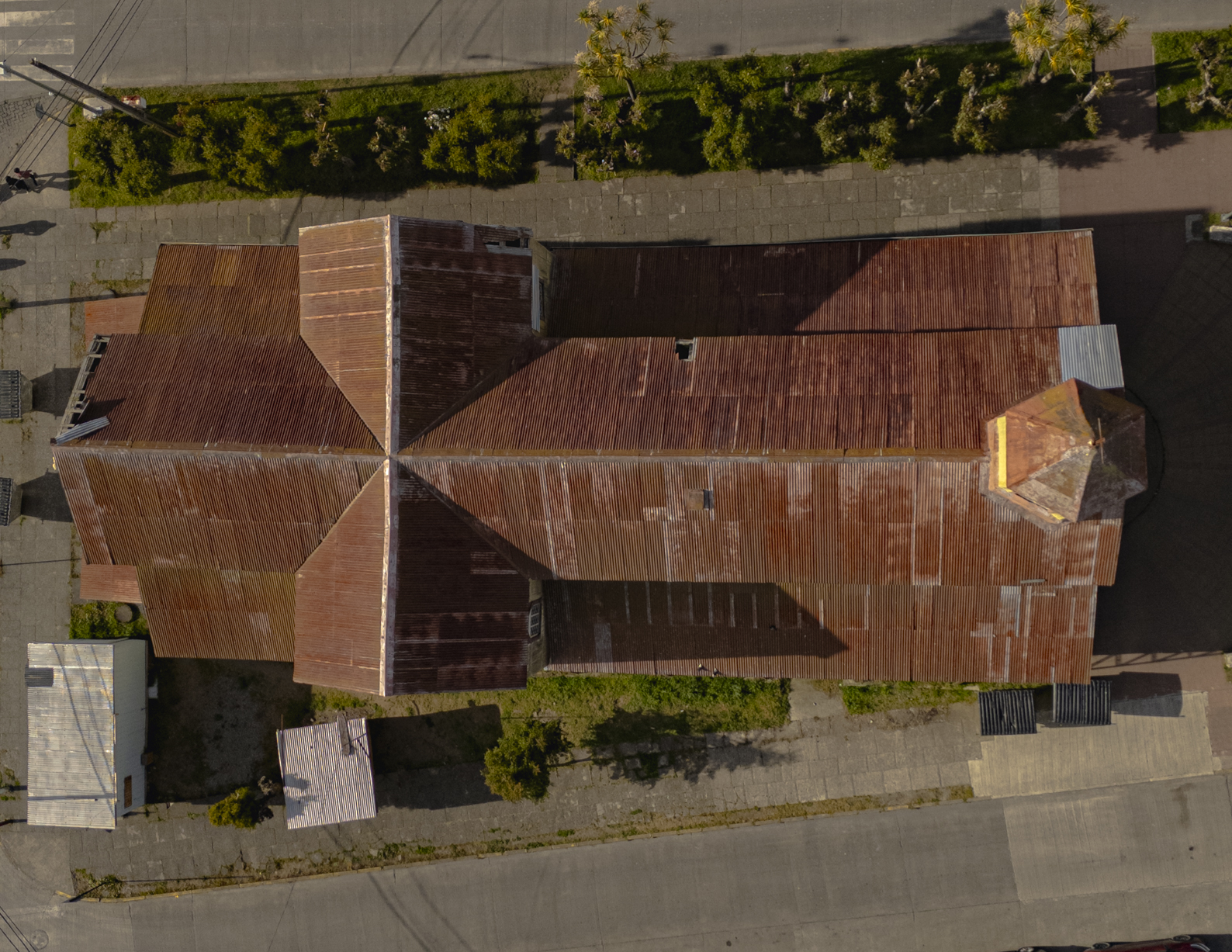
Imagen aérea de la Iglesia de Maullín.

## Estado actual
En la actualidad, la iglesia presenta un deterioro considerable:  
- Daños en la techumbre, permitiendo la entrada de aves, animales y lluvia, lo que acelera su deterioro.
- Estructura inclinada hacia el sur, sostenida solo por refuerzos exteriores.
- Cierre preventivo desde 2017, sin uso litúrgico desde entonces.

Actualmente, se está a la espera del proyecto de restauración, que es llevado adelante por la Municipalidad de Maullín a través de su Unidad de SECPLAN.
La falta de interés por parte de las autoridades eclesiásticas y políticas ha llevado a un estado de abandono del templo, a pesar de su declaración como Monumento Nacional.

## Galería

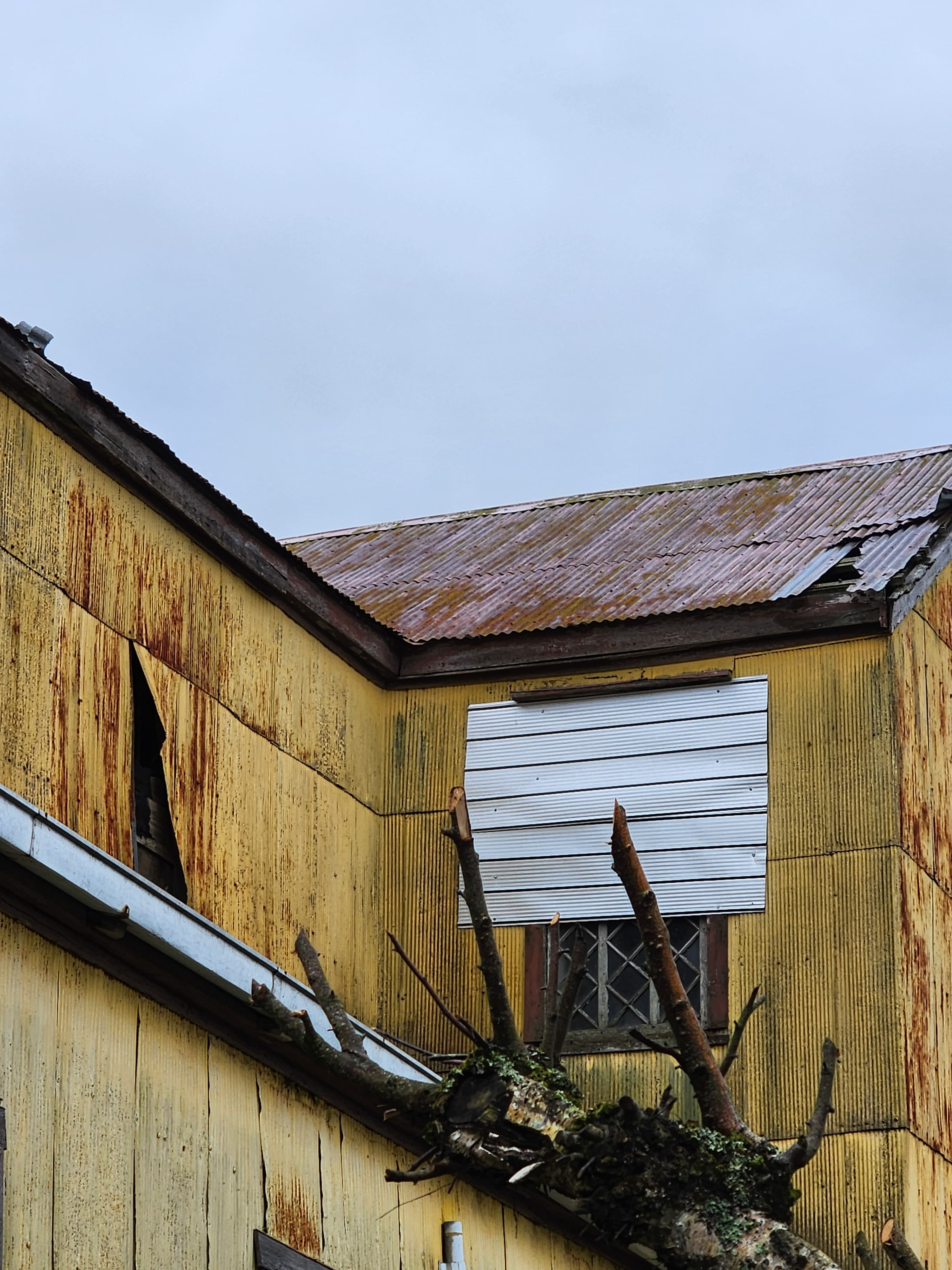
Fachada con daños estructurales (2024).
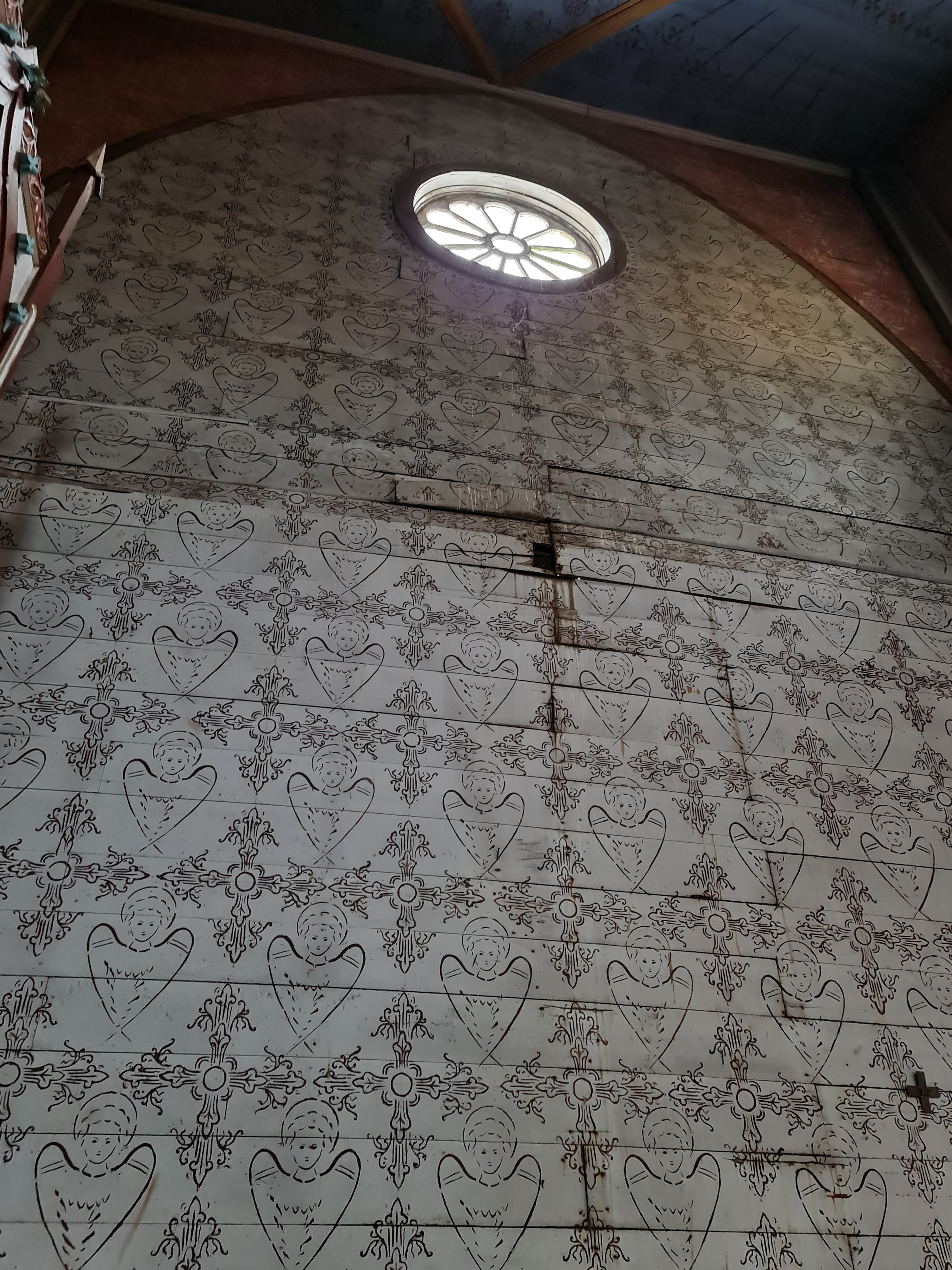
Muro interior con policromía y daño estructural por inclinación.
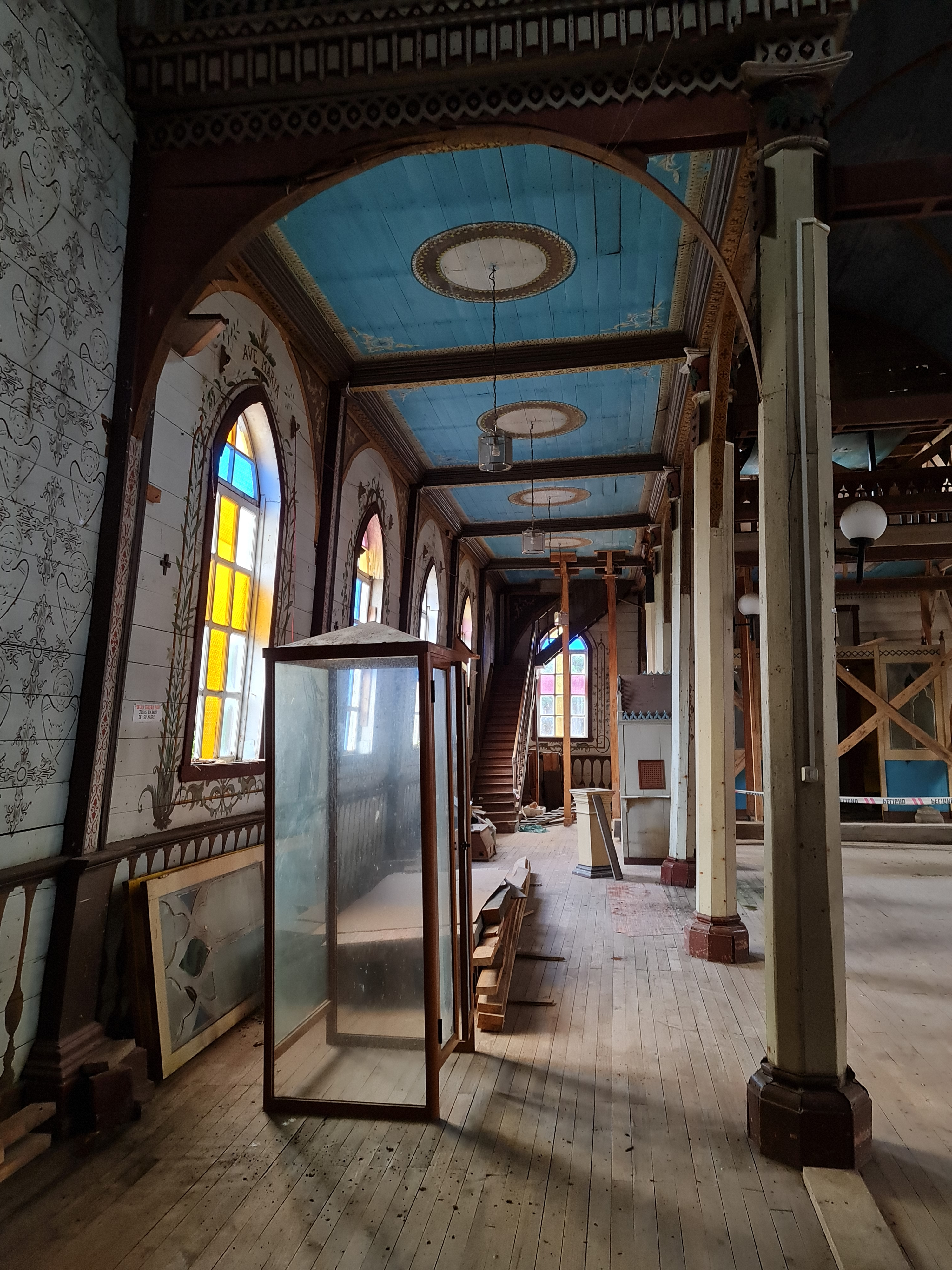
Vista de la nave lateral con inclinación hacia el sur.
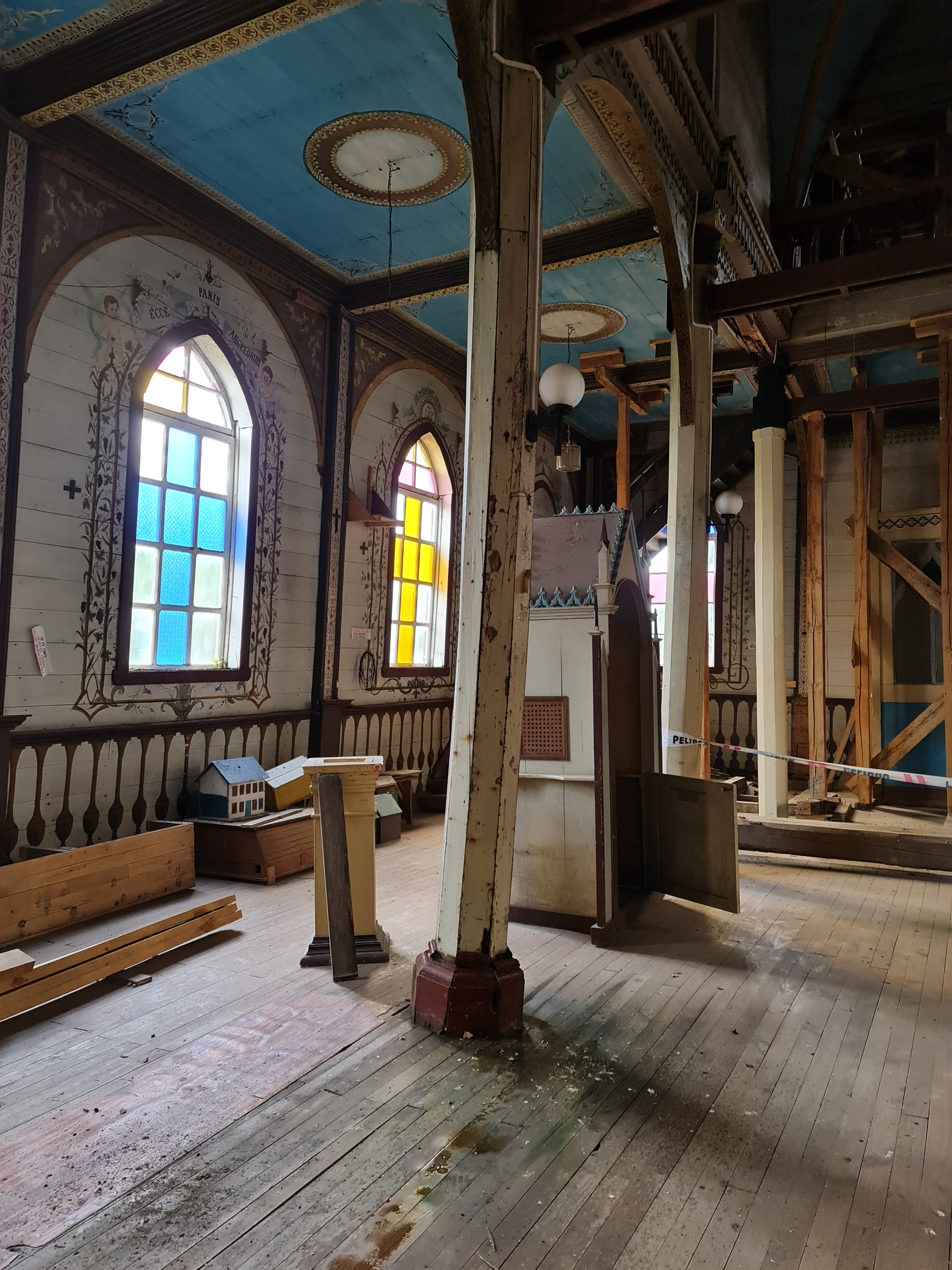
Pilar inclinado con daño por humedad y guano de paloma.
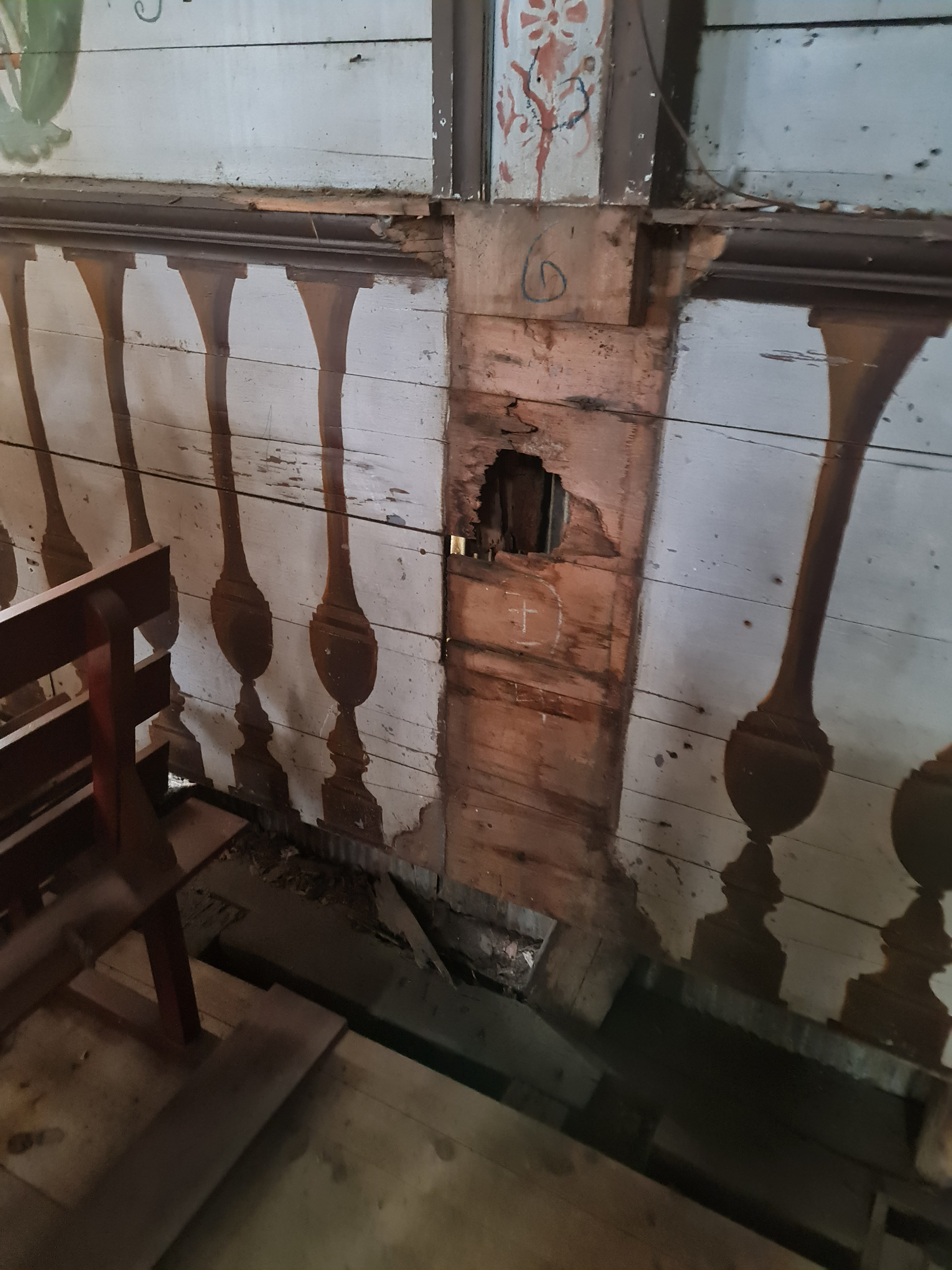
Sección deteriorada con grietas y desgaste estructural.
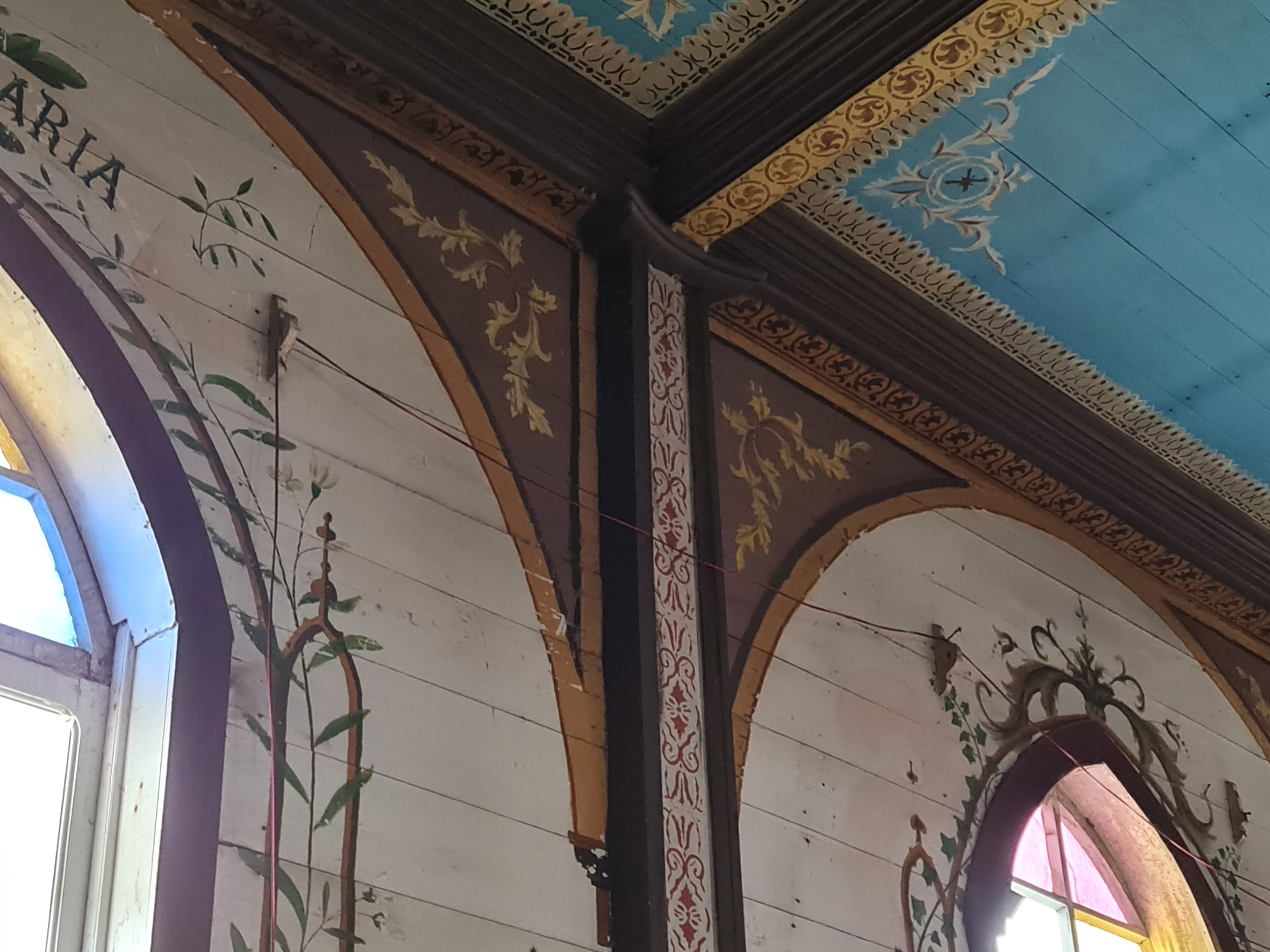
Detalles de la policromía original en el interior.
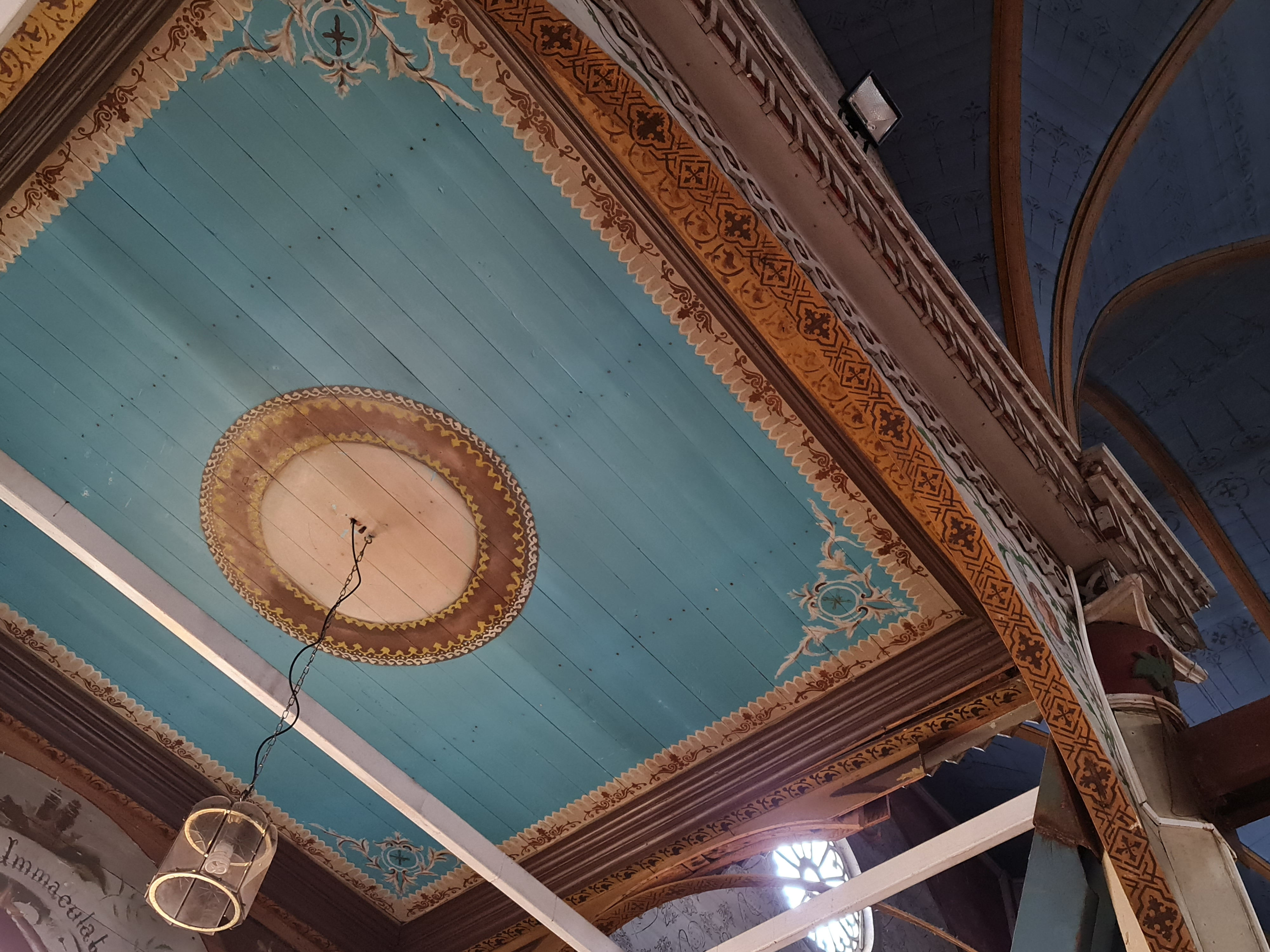
Vista del techo de la nave lateral con policromía.
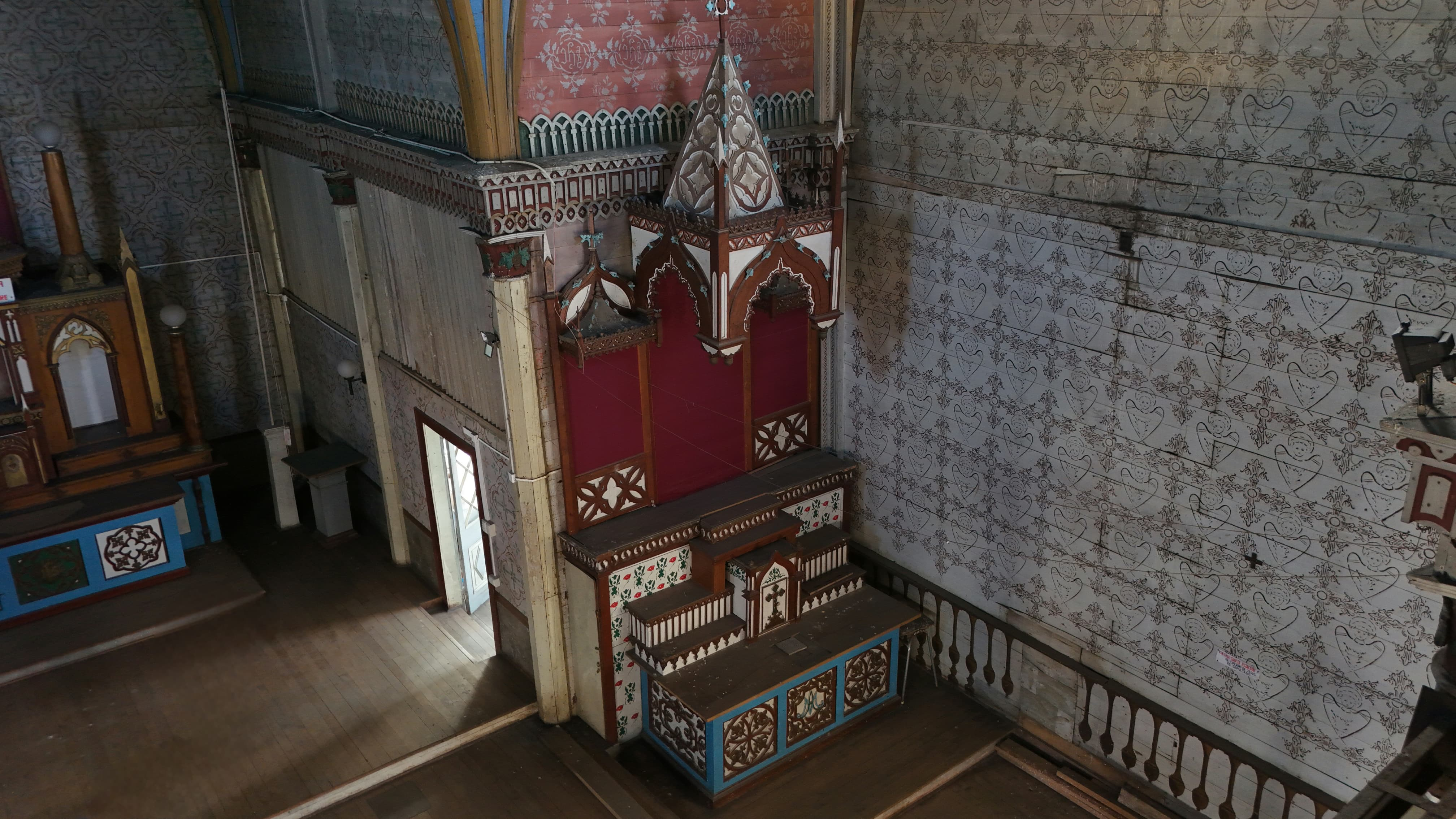
Interior de la iglesia de Maullín - Altar lateral y muro con policromía.
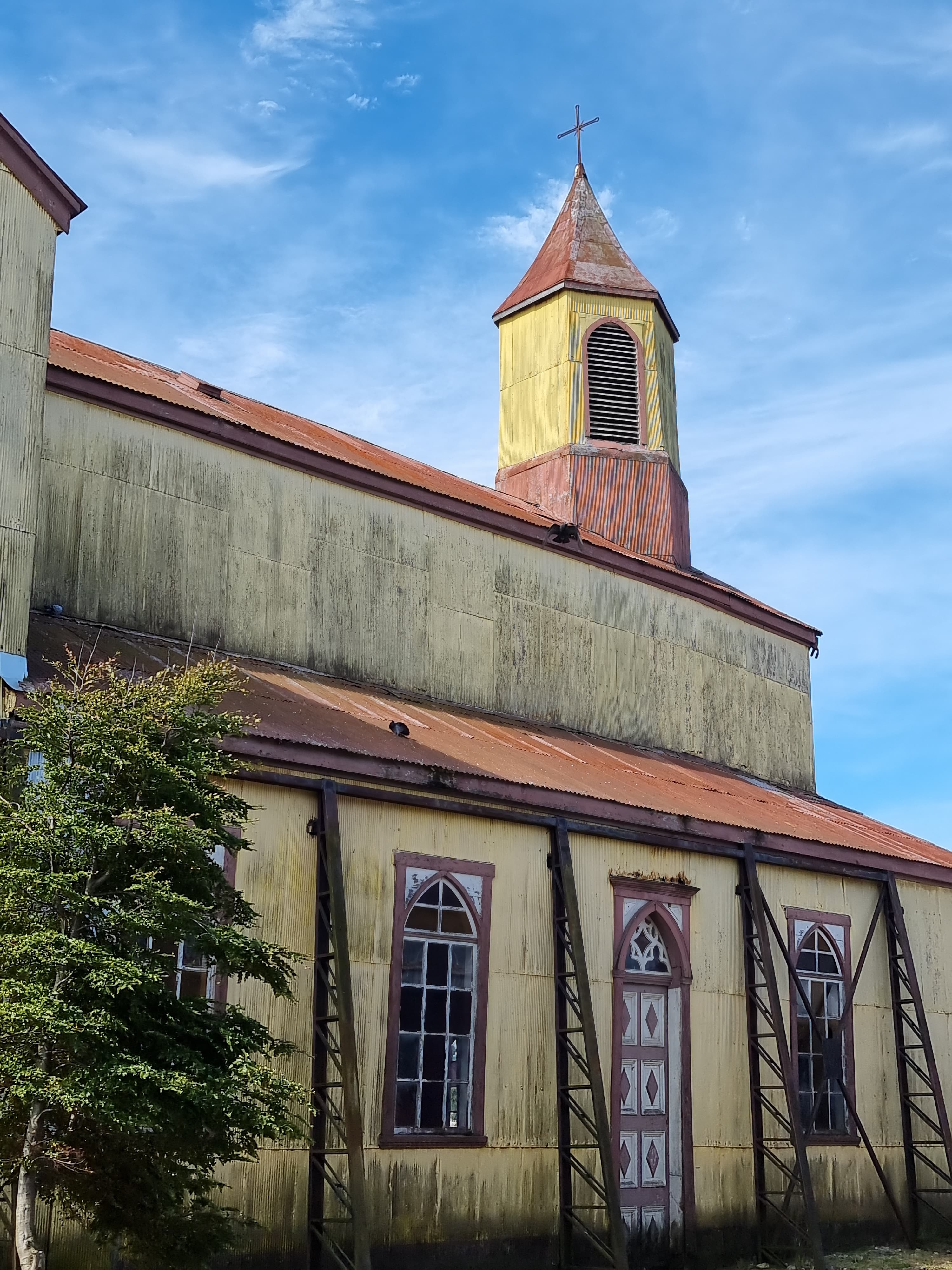
Fachada lateral con deterioro por el tiempo y abandono.
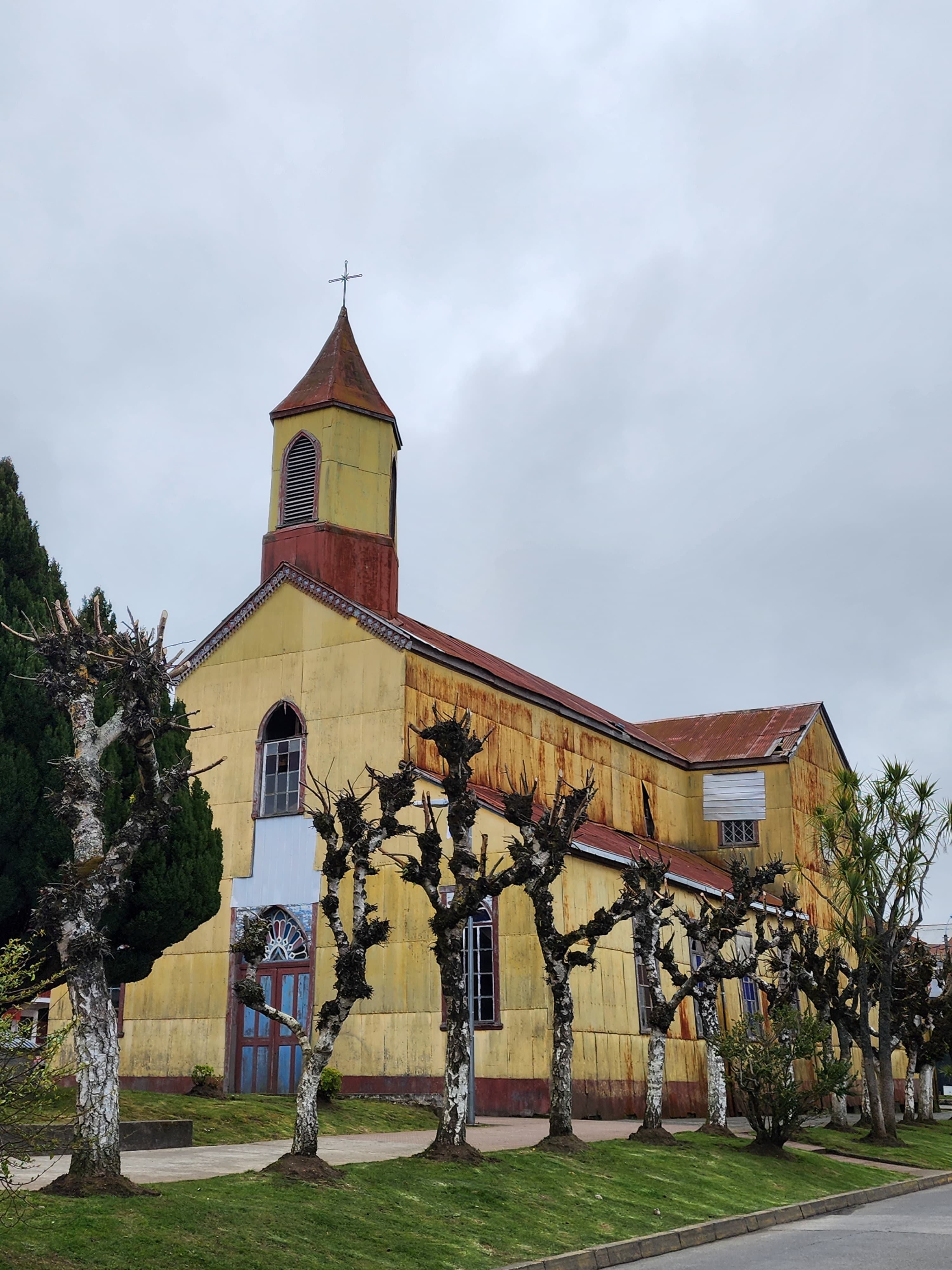
Fachada principal vista desde la calle "Gaspar del Río".
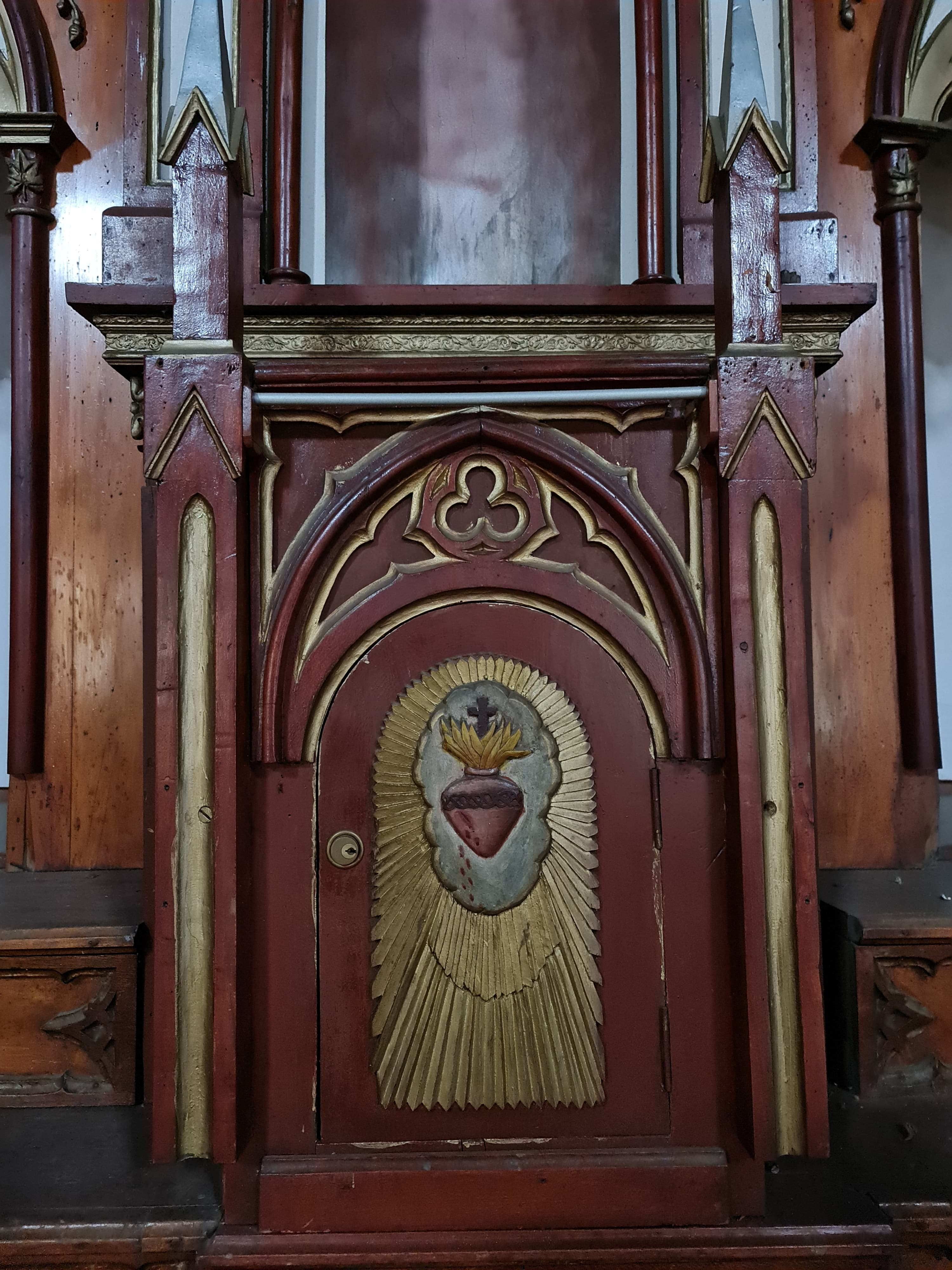
Detalle de la puerta del sagrario con ornamentación religiosa.
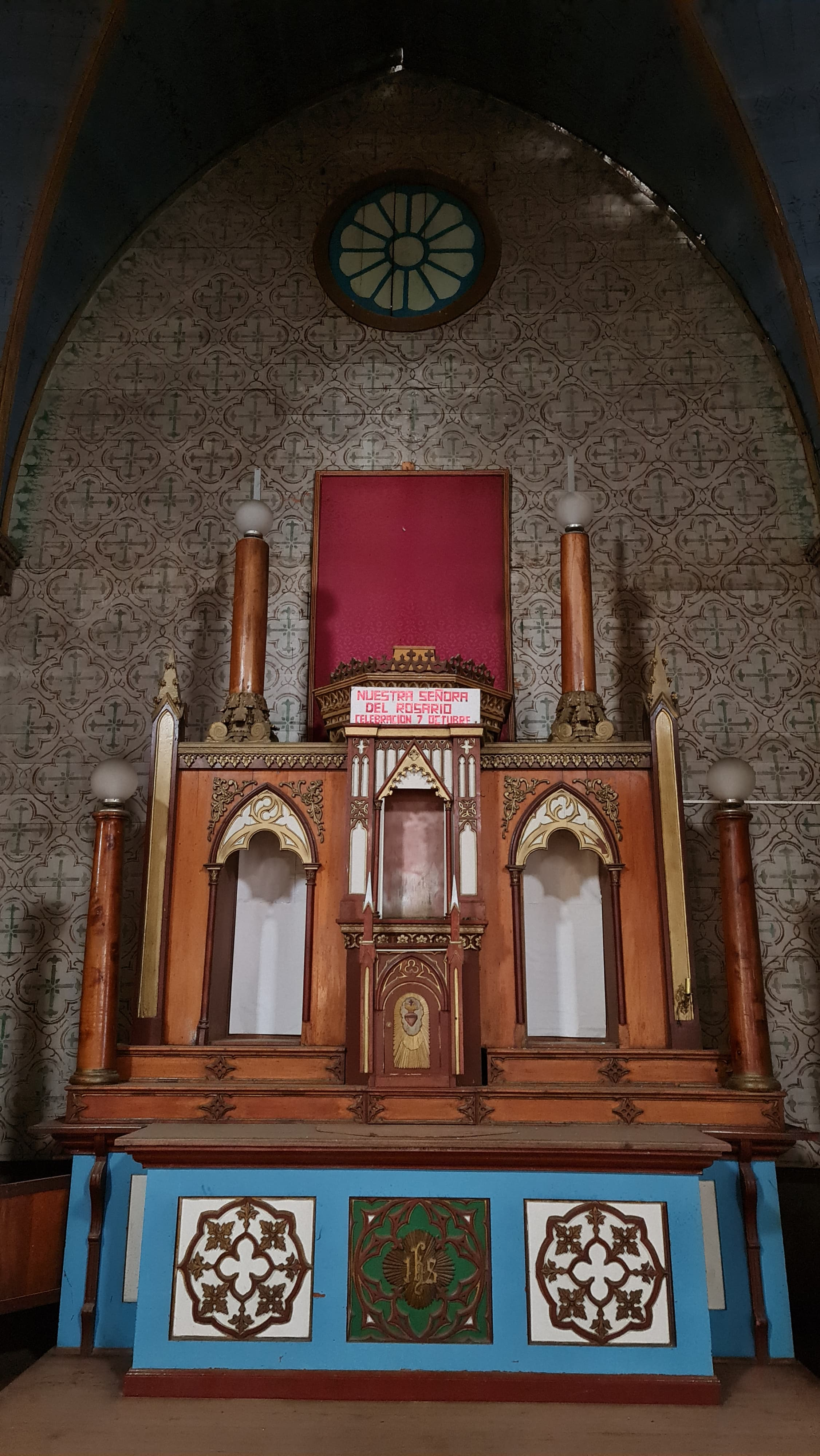
Vista frontal del altar principal con detalles decorativos.